# Sender Sool
Der Sender Sool war eine Sendeanlage für Mittelwellenrundfunk im Sooler Ortsteil Schwanden (Kanton Glarus). Der Sender Sool arbeitete mit dem Sender Chur im Gleichwellenbetrieb auf der Frequenz 1375 kHz mit einer Sendeleistung von 100 W. Der Sender Sool ging 1948 in Betrieb und verwendete als Sendeantenne einen selbststrahlenden Sendemast. Mitte der 1960er Jahre wurde der Sender Sool stillgelegt und abgebaut.